# Teresa Pàmies i Bertran
Teresa Pàmies i Bertran (Balaguer, 8 d'octubre de 1919 - Granada, 13 de març de 2012) fou una escriptora, periodista i activista catalana. Exiliada durant més de tres dècades, va escriure la seva primera obra, Testament a Praga, l'any que en feia 50. Fins als 92 anys, quan va morir, va mantenir intacte el compromís amb el Partit Socialista Unificat de Catalunya (PSUC) i va escriure una cinquantena d’obres.

## Biografia

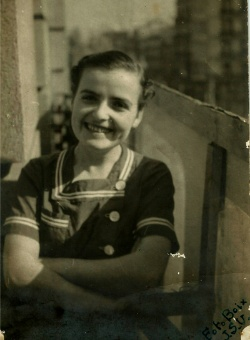
Teresa Pàmies durant la seva infantesa

Filla de Tomàs Pàmies i Rosa Bertran, Teresa Pàmies va ser la gran de quatre germans. Va tenir una infantesa intensa i feliç, en part gràcies al seu pare, Tomàs, un dirigent destacat del combatiu i marxista Bloc Obrer i Camperol (BOC), que li va transmetre des de ben petita les seves idees sobre la justícia i la seva visió de la vida. Amb 10 anys, Teresa Pàmies ja es dedicava a vendre la revista del BOC, La Batalla. Als 16 ja havia fet un míting al costat de Lluís Companys i Frederica Montseny a la plaça Monumental de Barcelona. Ingressà a les Joventuts Socialistes Unificades de Catalunya (JSUC) el 1937, on desenvolupà un paper actiu en la seva direcció, en la creació de l'Aliança Nacional de la Dona Jove (1937-1939) i en el butlletí Juliol.
L'esclat de la Guerra Civil espanyola no la va aturar. Pàmies va continuar participant en mítings, donant suport al front i viatjant per buscar aliats internacionals a favor de la República. Amb menys de 20 anys, Pàmies hagué d'exiliar-se amb el pare a l'Estat francès, deixant enrere els germans i la mare a Balaguer. A ella, no la tornaria a veure mai més. Més tard passà a la República Dominicana, a Cuba i, finalment, a Mèxic, on fixà la seva residència. Ingressà a la Universitat Femenina, on estudià Periodisme (fins llavors havia estat sempre autodidacta). El 1947 deixà Mèxic per anar a Belgrad, a la Iugoslàvia de Josip Broz Tito, on treballà a la ràdio, tasca que continuà després a Ràdio Praga, on fou redactora i locutora de les emissions en castellà i català.
Des de l'exili també col·laborà a les revistes catalanes Serra d'Or i Oriflama. El 1971 tornà als Països Catalans i es dedicà a la literatura. Va seguir col·laborant en diversos mitjans de comunicació com el diari Avui, des dels seus inicis l'any 1976 i fins al 2009, a la revista Presència i a Catalunya Ràdio. Alguns dels seus articles es van recollir en els llibres Opinions de dona (1983) i La vida amb cançó. Cròniques radiofòniques (1999).
A Praga es casà amb Gregorio López Raimundo, secretari general del PSUC, amb qui formà una família. Les seves obres tenen un fons autobiogràfic. També ha escrit una biografia en castellà de Dolores Ibárruri (Mèxic, 1975). El 1984 la Generalitat de Catalunya li va concedir la Creu de Sant Jordi, el 1997 va rebre la Medalla d'Honor de Barcelona, el 2001 el Premi d'Honor de les Lletres Catalanes, la màxima distinció literària en català, i el 2006, el Premi Manuel Vázquez Montalbán. Els últims anys de la seva vida els va viure a Granada.
El dia 13 de març de 2019 es va inaugurar l'Any Teresa Pàmies amb motiu del centenari del seu naixement. S'hi van programar activitats diverses des del Departament de Cultura de la Generalitat de Catalunya i comissionades per Montse Barderi, com ara: conferències, exposicions, reedicions d'alguns títols i un simposi.

## Obra publicada

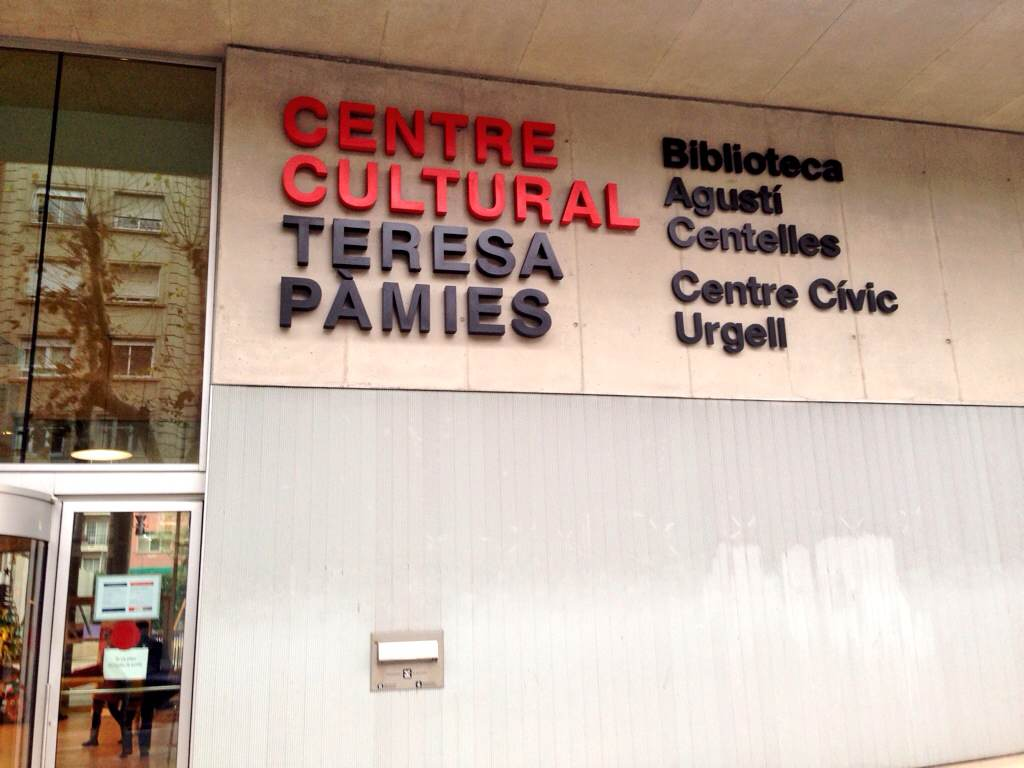
Centre Cultural Teresa Pàmies - el 2011, l'Ajuntament de Barcelona volgué reconèixer l'escriptora posant el seu nom a aquest edifici, que serveix de seu de la Biblioteca Esquerra de l'Eixample-Agustí Centelles, l'Escola Bressol "El Roure" i el Centre Cívic Urgell i el seu Casal Infantil.

- Testament a Praga (Premi Josep Pla de narrativa, 1970; Premi Crítica Serra d'Or de prosa no-ficció, 1972, recull d'escrits al seu pare ja mort, intercalats amb una transcripció de les memòries autobiogràfiques del seu pare, Tomàs Pàmies i Pla)[4]
- Quan erem capitans (1974, novel·la autobiogràfica)
- Va ploure tot el dia (1974, novel·la, «memòria novel·lada del retorn d'una catalana, la mateixa autora, que ha viscut trenta anys d'exili polític»)
- Quan érem refugiats (1975, novel·la autobiogràfica, continuació de Quan erem capitans)
- Si vas a París, papà... (diari de maig 1968) (1975, memòries, diari sobre la seva experiència del Maig francès; Tigre de Paper Edicions reedità aquest dietari amb motiu del 50è aniversari del Maig francès.[12]
- Gent del meu exili (1975, memòries biogràfiques d'encontres amb gent durant l'exili)
- Crònica de la vetlla (1975, crònica de fets locals a Balaguer abans de la Guerra Civil)
- Dona de pres (1975, novel·la)
- Una española llamada Dolores Ibárruri.  Barcelona: Ediciones Martínez Roca, 1976. ISBN 84-270-0317-X.
- Los que se fueron (1976, versió íntegra o «edició en llibertat» de 1984, memòries, biografies)
- Amor clandestí (1976, novel·la autobiogràfica)
- Maig de les dones. Crònica d'unes jornades (1976, crònica de les intenses sessions de debats i ponències de les Primeres Jornades Catalanes de la Dona)
- Aquell vellet senzill i pulcre (1977, novel·la)
- Cròniques de nàufrags. Barcelona: Destino, 1977 (novel·la)
- Vacances aragoneses (1979)
- La chivata (1981, novel·la)
- Memòria dels morts (1981, novel·la)
- Aventura mexicana del noi Pau Rispa (1982)
- Matins d'Aran (1982)
- Rosalia no hi era (1982)
- Busqueu-me a Granada (1984)
- Massa tard per a Cèlia. Barcelona: Destino, 1984 (novel·la)
- Segrest amb filipina (1986, novel·la)
- Mascles no masclistes.  Esplugues de Llobregat: Plaza & Janes, 1987. ISBN 84-01-34102-7.[13]
- Praga (col. "Las ciudades". Ed. Destino) (1987)
- Primavera de l'àvia (1989, novel·la)
- Rebelión de viejas (1989, novel·la)
- Jardí enfonsat (1992)
- Coses de la vida a ritme de bolero (1993)
- Nadal a Porto (1994)
- La filla del Gudari (1997, novel·la)
- La vida amb cançó: cròniques radiofòniques (1999)
- Estem en guerra (2005)
- Ràdio Pirenaica (2007)
- "M'agrada escriure, m'agrada rabiosament". Cartes (1938-2002).  Barcelona: Institució de les Lletres Catalanes, 2021. ISBN 978-84-18601-26-2.[14]
- Una noia i un soldat. Martorell: Adesiara Editorial, 2023.